# تولوكا
تولوكا (بالإسبانية: Toluca) تسمى رسمياً تولوكا دي ليردو هي مدينة وعاصمة لولاية مكسيكو. وهي مركز لمنطقة حضرية تنمو بسرعة، حيث تعد حالياً خامس أكبر مدينة في المكسيك. تقع على بعد 63 كم 39 ميل جنوب غرب العاصمة مكسيكو سيتي.

## المناخ
يظهر الجدول التالي التغييرات المناخية على مدار السنة لتولوكا:
| البيانات المناخية لـتولوكا                           | البيانات المناخية لـتولوكا | البيانات المناخية لـتولوكا | البيانات المناخية لـتولوكا | البيانات المناخية لـتولوكا | البيانات المناخية لـتولوكا | البيانات المناخية لـتولوكا | البيانات المناخية لـتولوكا | البيانات المناخية لـتولوكا | البيانات المناخية لـتولوكا | البيانات المناخية لـتولوكا | البيانات المناخية لـتولوكا | البيانات المناخية لـتولوكا | البيانات المناخية لـتولوكا |
| الشهر                                                | يناير                      | فبراير                     | مارس                       | أبريل                      | مايو                       | يونيو                      | يوليو                      | أغسطس                      | سبتمبر                     | أكتوبر                     | نوفمبر                     | ديسمبر                     | المعدل السنوي              |
| ---------------------------------------------------- | -------------------------- | -------------------------- | -------------------------- | -------------------------- | -------------------------- | -------------------------- | -------------------------- | -------------------------- | -------------------------- | -------------------------- | -------------------------- | -------------------------- | -------------------------- |
| الدرجة القصوى °م (°ف)                                | 27.0 (80.6)                | 30.0 (86.0)                | 32.5 (90.5)                | 31.0 (87.8)                | 33.5 (92.3)                | 31.0 (87.8)                | 27.0 (80.6)                | 26.0 (78.8)                | 27.5 (81.5)                | 28.5 (83.3)                | 26.0 (78.8)                | 31.0 (87.8)                | 33.5 (92.3)                |
| متوسط درجة الحرارة الكبرى °م (°ف)                    | 19.1 (66.4)                | 20.4 (68.7)                | 22.7 (72.9)                | 23.8 (74.8)                | 24.0 (75.2)                | 22.2 (72.0)                | 20.8 (69.4)                | 20.9 (69.6)                | 20.7 (69.3)                | 20.9 (69.6)                | 20.2 (68.4)                | 19.0 (66.2)                | 21.2 (70.2)                |
| المتوسط اليومي °م (°ف)                               | 10.2 (50.4)                | 11.4 (52.5)                | 13.5 (56.3)                | 15.2 (59.4)                | 16.0 (60.8)                | 15.7 (60.3)                | 14.7 (58.5)                | 14.6 (58.3)                | 14.6 (58.3)                | 13.6 (56.5)                | 11.8 (53.2)                | 10.7 (51.3)                | 13.5 (56.3)                |
| متوسط درجة الحرارة الصغرى °م (°ف)                    | 1.2 (34.2)                 | 2.5 (36.5)                 | 4.3 (39.7)                 | 6.5 (43.7)                 | 8.0 (46.4)                 | 9.2 (48.6)                 | 8.7 (47.7)                 | 8.4 (47.1)                 | 8.6 (47.5)                 | 6.4 (43.5)                 | 3.5 (38.3)                 | 2.4 (36.3)                 | 5.8 (42.4)                 |
| أدنى درجة حرارة °م (°ف)                              | −8.3 (17.1)                | −6.6 (20.1)                | −6.6 (20.1)                | 0.5 (32.9)                 | 2.4 (36.3)                 | 3.8 (38.8)                 | 0.8 (33.4)                 | 2.6 (36.7)                 | −0.4 (31.3)                | −2.8 (27.0)                | −7.0 (19.4)                | −5.0 (23.0)                | −8.3 (17.1)                |
| الهطول مم (إنش)                                      | 14.0 (0.55)                | 8.7 (0.34)                 | 12.1 (0.48)                | 31.7 (1.25)                | 63.4 (2.50)                | 139.3 (5.48)               | 153.9 (6.06)               | 140.4 (5.53)               | 113.3 (4.46)               | 53.3 (2.10)                | 10.5 (0.41)                | 6.9 (0.27)                 | 747.5 (29.43)              |
| متوسط أيام هطول الأمطار (≥ 0.1 mm)                   | 2.5                        | 2.9                        | 3.6                        | 7.5                        | 13.5                       | 18.7                       | 23.3                       | 23.0                       | 18.1                       | 10.2                       | 3.9                        | 2.3                        | 129.5                      |
| متوسط الرطوبة النسبية (%)                            | 64                         | 61                         | 58                         | 56                         | 60                         | 68                         | 71                         | 72                         | 72                         | 70                         | 67                         | 65                         | 65                         |
| ساعات سطوع الشمس الشهرية                             | 245                        | 238                        | 271                        | 247                        | 224                        | 168                        | 176                        | 179                        | 168                        | 196                        | 220                        | 229                        | 2٬561                      |
| المصدر #1: Servicio Meteorológico Nacional           |                            |                            |                            |                            |                            |                            |                            |                            |                            |                            |                            |                            |                            |
| المصدر #2: الأرصاد الجوية الألمانية (sun, 1961–1990) |                            |                            |                            |                            |                            |                            |                            |                            |                            |                            |                            |                            |                            |

## توأمة
لتولوكا اتفاقيات توأمة مع كل من:
- كوزاني
- سايتاما
- أوراوا [الإنجليزية]‏
- لا فيغا
- سوون
- خالابا
- بريشا
- فورت وورث
- رام الله
- تيخوانا
- لوريان

## أعلام
- مايرين فيلانويفا
- ريكاردو غارسيا
- أدريانا بارازا
- لويس نيشيزاوا
- أندريس مولينا إنريكيز
- سيغيفريدو مركادو
- هيكتور بيلتران ليفا
- خورخي رودريغيز
- نينل كوندي

## وصلات خارجية
- Ayuntamiento de Toluca الموقع الرسمي (بالإسبانية)